# Hermosa oscuridad
Hermosa Oscuridad (título original en inglés: Beautiful Darkness) es una novela para público juvenil y adulto, y el segundo libro de la saga Las Crónicas Caster o La Saga de las Diéciseis Lunas, escrita por Kami Garcia y Margaret Stohl.
Se publicó originalmente en Estados Unidos el 12 de octubre de 2010, por Little, Brown, and Company.  Un libro de continuación a este, Hermoso Caos, fue publicado el 18 de octubre de 2011. En Latinoamérica y España el libro es publicado y distribuido por Editorial Espasa.

## Sinopsis
«Siempre pensé que Gatlin, mi pueblo,
oculto en lo más profundo de los bosques
de Carolina del Sur, era un lugar 
perdido en medio de ninguna parte.
Aquí nunca ocurría nada
y nunca cambiaba nada».
El joven Ethan Wate contaba el tiempo que le quedaba para escapar de su pueblo hasta que una nueva estudiante, Lena Duchannes, llegó a su instituto y le reveló un mundo secreto que había permanecido oculto bajo los robles cubiertos de musgo y las aceras agrietadas de Gatlin.
Hay una maldición.
A veces, la vida se acaba.
Los ojos de Ethan se han abierto al lado oscuro de Gatlin.
Y ya no hay vuelta atrás.
Nada es lo que parece.

## Glosario
Por petición de las autoras, al igual que en el libro anterior, se ha mantenido en su idioma original una serie de términos relativos al imaginario de su invención. A continuación, y a modo de guía, se presentan los aparecidos en este libro:
- Caster: Seres que conviven con los humanos y ejercen diferentes poderes mágicos. Deriva de la expresión Cast a spell (lanzar un hechizo). Cada Caster al alcanzar la Decimosexta Luna deberá ser llamado por la Luz o la Oscuridad, y de esto dependerá su destino por el resto de su vida.

- Mortal: Humano que a diferencia de los Caster no posee poderes mágicos, pero que sin embargo tiene total libertad sobre su destino.

- Natural: Caster con poderes innatos sobre los elementos de la naturaleza y el clima. Son considerados los Caster más poderosos que hay.

- Cataclyst: Equivalente del Caster Natural, pero volcado hacía la Oscuridad.

- Siren: Caster con el poder de la persuasión. Capaz de manipular la mente y la voluntad de los otros.

- Illucionist: Caster con la capacidad de crear ilusiones, haciendo creer a los otros ver y escuchar cosas que no están allí.

- Shifter: Caster capaz de transformar la materia de un objeto, que a diferencia de los Illucionist sí hace un verdadero cambio en el mundo físico.

- Necromancer: Caster capaz de comunicarse con los espíritus y almas de los difuntos, y de atraerlos temporalmente a nuestro mundo.

- Palimpsest: Caster capaz de ver todos los hechos ocurridos en un mismo lugar. Todo su pasado, desde su origen hasta su presente.

- Sybil: Caster con la capacidad de poder saber toda la verdad, pensamientos y pasados de otros solo con mirar sus ojos.

- Empath: Caster capaz de tomar los poderes de otros Caster para usarlos como si fueran suyos por tiempo limitado.

- Thaumaturge: Caster con poderes de sanación.

- Evo: Caster increíblemente poderoso, capaz de cambiar su forma a voluntad; siendo capaz de transformarse en cualquier clase de ser.

- Sheer: Espíritus de las personas difuntas que han sido capaces de presentarse en una figura visible en nuestro mundo y que pueden comunicarse con los vivos. Los mortales suelen llamarles "fantasmas".

- Incubo: Criatura de la noche que no puede exponerse a la luz solar y que puede alimentarse del cuerpo y sangre de otras personas, así como de sus sueños y pensamientos.

- Vex: Son parte del mundo de los demonios y son considerados la representación más pura de maldad que existe. Son seres oscuros que provocan destrucción y muerte a su paso. Son lo más oscuro del mundo Caster y Mortal

- Súcubo: Versión femenina de los Incubos, dotadas de fuerza y poder mayor que la de sus contrapartes masculinas.

## Recepción de la crítica
Recepción de la crítica de Hermosa Oscuridad ha sido positiva, con el Manila Bulletin que calificó de "mal humor y la atmósfera". Lista de libros alaba la "atmósfera gótica" del libro y los nuevos personajes. La School Library Journal Blog calificó positivamente Hermosa Oscuridad, con un bibliotecario que también dio una crítica positiva de "balance de una gran historia" del libro. Kirkus Reviews escribió que mientras que el libro tenía un "complot más débil y más apresurada" que su predecesor, los lectores encontrarán la satisfacción aquí.
- Datos: Q2809619